# Englische Cricket-Nationalmannschaft in Südafrika in der Saison 2015/16
Die Spielserie der englischen Cricket-Nationalmannschaft in Südafrika in der Saison 2015/16 fand vom 15. Dezember 2015 bis zum 21. Februar 2016 statt. Die internationale Cricket-Tour war Teil der Internationalen Cricket-Saison 2015/16 und umfasste vier Test Matches, fünf ODIs und zwei Twenty20s. Die Test-Serie wurde von England mit 2–1 gewonnen, während Südafrika die ODI-Serie 3–2 und die Twenty20-Serie 2–0 gewann.

## Vorgeschichte

### Einordnung
England spielte zuvor eine Tour in den Vereinigten Arabischen Emiraten gegen Pakistan, wobei die Testserie verloren und die ODI- und Twenty20-Serie gewonnen wurde. Südafrika, das als Führender der ICC Test Championships in diese Tour ging, spielte zuvor eine Tour in Indien. Dabei gewannen sie die ODI- und Twenty20-Serie, verloren jedoch die Test-Serie deutlich. Die letzte Tour der beiden fand 2012 in England statt, während die letzte Tour in Südafrika von England in der Saison 2009/10 bestritten wurde.

## Stadien
Die folgenden Stadien wurden für die Tour als Austragungsort vorgesehen und am 17. November 2014 festgelegt:
| Stadion                  | Stadt          | Kapazität | Spiele                  |
| ------------------------ | -------------- | --------- | ----------------------- |
| Chevrolet Park           | Bloemfontein   | 20.000    | 1. ODI                  |
| SuperSport Park          | Centurion      | 22.000    | 4. Test; 3. ODI         |
| Sahara Stadium Kingsmead | Durban         | 25.000    | 1. Test                 |
| Sahara Oval St George's  | Port Elizabeth | 19.000    | 2. ODI                  |
| Newlands Cricket Ground  | Kapstadt       | 25.000    | 2. Test; 5. ODI; 1. T20 |
| Wanderers Stadium        | Johannesburg   | 34.000    | 3. Test; 4. ODI; 2. T20 |

## Kaderlisten
England benannte seine Test-Kader am 19. November und seinen ODI- und Twenty20-Kader am 23. Dezember 2015.
Südafrika benannte seinen Test-Kader am 10. Dezember 2015 und seinen PDI-Kader am 8. Januar 2016.
| Test | Test | ODI | ODI | Twenty20 | Twenty20 |
| Südafrika | England | Südafrika | England | Südafrika | England |
| --- | --- | --- | --- | --- | --- |
| - Hashim Amla (K) - AB de Villiers (K, wk) - Kyle Abbott - Temba Bavuma - Stephen Cook - JP Duminy - Faf du Plessis - Dean Elgar - Quinton de Kock (wk) - Morne Morkel - Chris Morris - Dane Piedt - Kagiso Rabada - Rilee Rossouw - Dale Steyn - Dane Vilas (wk) - Hardus Viljoen - Stiaan van Zyl | - Alastair Cook (K) - Moeen Ali - James Anderson - Jonny Bairstow (wk) - Gary Ballance - Stuart Broad - Jos Buttler (wk) - Nick Compton - Steven Finn - Mark Footitt - Alex Hales - Chris Jordan - Samit Patel - Joe Root - Ben Stokes - James Taylor - Chris Woakes | - AB de Villiers (K) - Kyle Abbott - Hashim Amla - Farhaan Behardien - Quinton de Kock (wk) - JP Duminy - Marchant de Lange - Faf du Plessis - David Miller - Morne Morkel - Chris Morris - Kagiso Rabada - Rilee Rossouw - Dale Steyn - Imran Tahir | - Eoin Morgan (K) - Moeen Ali - Jonny Bairstow (wk) - Stuart Broad - Jos Buttler (wk) - Steven Finn - Alex Hales - Chris Jordan - Liam Plunkett - Adil Rashid - Joe Root - Jason Roy - Ben Stokes - James Taylor - Reece Topley - David Willey - Chris Woakes | - Faf du Plessis (K) - Kyle Abbott - Hashim Amla - Farhaan Behardien - Quinton de Kock (wk) - AB de Villiers (wk) - JP Duminy - Imran Tahir - David Miller - Chris Morris - Aaron Phangiso - Kagiso Rabada - Rilee Rossouw - Dale Steyn - David Wiese | - Eoin Morgan (K) - Moeen Ali - Sam Billings (wk) - Jos Buttler (wk) - Steven Finn - Alex Hales - Chris Jordan - Liam Plunkett - Adil Rashid - Joe Root - Jason Roy - Ben Stokes - Reece Topley - David Willey - Chris Woakes - James Vince |

## Tour Matches
| 15. – 17. Dezember Scorecard | Potchefstroom | England XI 470-7d (88) & 190 (52.4) | – | South African Invitation XI 188 (57.1) & 5-0 (2) |
|                              |               | Remis                               |   |                                                  |

| 20. – 22. Dezember Scorecard | Pietermaritzburg | South African Invitation XI 136 (56) & 187 (42.5) | – | England XI 414-6d (97.5) |
|                              |                  | England XI gewinnt mit einem Innings und 91 Runs  |   |                          |

| 30. Januar Scorecard | Kimberley | England XI 368-7 (50)           | – | South African Invitation XI 205 (30.5) |
|                      |           | England XI gewinnt mit 163 Runs |   |                                        |

| 17. Februar Scorecard | Paarl | South African Invitation XI | – | England XI |
|                       |       |                             |   |            |

## Tests

### Erster Test in Durban
| 26. – 30. Dezember Scorecard | Durban | England 303 (100.1) & 326 (102.1) | – | Südafrika 214 (81.4) & 174 (71) |
|                              |        | England gewinnt mit 241 Runs      |   |                                 |

### Zweiter Test in Kapstadt
| 2. – 6. Januar Scorecard | Kapstadt | England 629-6d (125.5) & 159-6 (65) | – | Südafrika 627-7d (210) |
|                          |          | Remis                               |   |                        |

Der englische Bowler Stuart Broad wurde auf Grund von Diskussionen mit den Schiedsrichtern mit einer Geldstrafe belegt. Nach dem Spiel trat der Südafrikaner Hashim Amla als Kapitän seiner Mannschaft zurück.

### Dritter Test in Johannesburg
| 14. – 18. Januar Scorecard | Johannesburg | Südafrika 313 (99.3) & 83 (33.1) | – | England 323 (76.1) & 74-3 (22.4) |
|                            |              | England gewinnt mit 7 Wickets    |   |                                  |

Mit der Niederlage rutschte Südafrika von der ersten Position der Test-Rangliste.

### Vierter Test in Dunedin
| 22. – 26. Januar Scorecard | Centurion | Südafrika 475-132 & 248-5d (83.2) | – | England 342-104.2 & 101 (34.4) |
|                            |           | Südafrika gewinnt mit 280 Runs    |   |                                |

## One-Day Internationals

### Erstes ODI in Bloemfontein
| 3. Februar Scorecard | Bloemfontein | England 399-9 (50)                       | – | Südafrika 250-5 (33.3) |
|                      |              | England gewinnt mit 39 Runs (D/L method) |   |                        |

### Zweites ODI in Port Elizabeth
| 6. Februar Scorecard | Port Elizabeth | Südafrika 262-7 (50)          | – | England 263-5 (46.2) |
|                      |                | England gewinnt mit 5 Wickets |   |                      |

### Drittes ODI in Centurion
| 9. Februar Scorecard | Centurion | England 318-8 (50)              | – | Südafrika 319-3 (46.2) |
|                      |           | Südafrika gewinnt mit 7 Wickets |   |                        |

### Viertes ODI in Johannesburg
| 12. Februar Scorecard | Johannesburg | England 262 (47.5)             | – | Südafrika 266-9 (47.2) |
|                       |              | Südafrika gewinnt mit 1 Wicket |   |                        |

### Fünftes ODI in Kapstadt
| 14. Februar Scorecard | Kapstadt | England 236 (45)                | – | Südafrika 237-5 (44) |
|                       |          | Südafrika gewinnt mit 5 Wickets |   |                      |

## Twenty20 Internationals

### Erstes Twenty20 in Kapstadt
| 19. Februar Scorecard | Kapstadt | England 134-8 (20)              | – | Südafrika 135-7 (20) |
|                       |          | Südafrika gewinnt mit 3 Wickets |   |                      |

### Zweites Twenty20 in Johannesburg
| 21. Februar Scorecard | Johannesburg | England 171 (19.4)              | – | Südafrika 172-1 (14.4) |
|                       |              | Südafrika gewinnt mit 9 Wickets |   |                        |

## Statistiken
Die folgenden Cricketstatistiken wurden bei dieser Tour erzielt.
| Tests          | Tests      | Tests   | Tests   | Tests   | Tests   | Tests   | Tests   | Tests   |
| Batting        | Batting    | Batting | Batting | Batting | Batting | Batting | Batting | Batting |
| Spieler        | Mannschaft | Spiele  | Innings | Runs    | Average | HS      | 100s    | 50s     |
| -------------- | ---------- | ------- | ------- | ------- | ------- | ------- | ------- | ------- |
| Hashim Amla    | Südafrika  | 4       | 7       | 470     | 67,14   | 201     | 2       | 1       |
| Ben Stokes     | England    | 4       | 7       | 411     | 58,71   | 258     | 1       | 1       |
| Joe Root       | England    | 4       | 8       | 386     | 55,14   | 110     | 1       | 3       |
| Jonny Bairstow | England    | 4       | 7       | 359     | 71,80   | 150*    | 1       | 1       |
| Dean Elgar     | Südafrika  | 4       | 7       | 284     | 47,33   | 118*    | 1       | 0       |
| Bowling        |            |         |         |         |         |         |         |         |
| Spieler        | Mannschaft | Spiele  | Overs   | Wickets | Average | BBI     | 5W      | 10W     |
| Kagiso Rabada  | Südafrika  | 3       | 109.4   | 22      | 21,90   | 7/112   | 3       | 1       |
| Stuart Broad   | England    | 4       | 139.1   | 18      | 20,61   | 6/17    | 1       | 0       |
| Morné Morkel   | Südafrika  | 4       | 151.5   | 15      | 29,73   | 4/76    | 0       | 0       |
| Ben Stokes     | England    | 4       | 113.1   | 12      | 29,16   | 4/86    | 0       | 0       |
| Steven Finn    | England    | 3       | 90.4    | 11      | 26,09   | 4/42    | 0       | 0       |

| ODIs            | ODIs       | ODIs    | ODIs    | ODIs    | ODIs    | ODIs    | ODIs    | ODIs    |
| Batting         | Batting    | Batting | Batting | Batting | Batting | Batting | Batting | Batting |
| Spieler         | Mannschaft | Spiele  | Innings | Runs    | Average | HS      | 100s    | 50s     |
| --------------- | ---------- | ------- | ------- | ------- | ------- | ------- | ------- | ------- |
| Alex Hales      | England    | 5       | 5       | 383     | 76,60   | 112     | 1       | 4       |
| Joe Root        | England    | 5       | 5       | 351     | 70,20   | 125     | 2       | 1       |
| Quinton de Kock | Südafrika  | 5       | 5       | 326     | 81,50   | 138*    | 2       | 0       |
| AB de Villiers  | Südafrika  | 5       | 5       | 218     | 72,66   | 101*    | 1       | 1       |
| Hashim Amla     | Südafrika  | 5       | 5       | 196     | 39,20   | 127     | 1       | 1       |
| Bowling         |            |         |         |         |         |         |         |         |
| Spieler         | Mannschaft | Spiele  | Overs   | Wickets | Average | BBI     | 5W      | 10W     |
| Reece Topley    | England    | 5       | 36      | 10      | 21,90   | 4/50    | 0       | 0       |
| Kagiso Rabada   | Südafrika  | 4       | 37.5    | 9       | 19,88   | 4/45    | 0       | 0       |
| Kyle Abbott     | Südafrika  | 4       | 37      | 8       | 24,12   | 3/58    | 0       | 0       |
| Imran Tahir     | Südafrika  | 5       | 48      | 8       | 36,50   | 3/46    | 0       | 0       |
| Adil Rashid     | England    | 5       | 41.2    | 5       | 45,40   | 2/38    | 0       | 0       |
| Moeen Ali       | England    | 5       | 43      | 5       | 47,00   | 3/43    | 0       | 0       |

| Twenty20s      | Twenty20s  | Twenty20s | Twenty20s | Twenty20s | Twenty20s | Twenty20s | Twenty20s | Twenty20s |
| Batting        | Batting    | Batting   | Batting   | Batting   | Batting   | Batting   | Batting   | Batting   |
| Spieler        | Mannschaft | Spiele    | Innings   | Runs      | Average   | HS        | 100s      | 50s       |
| -------------- | ---------- | --------- | --------- | --------- | --------- | --------- | --------- | --------- |
| Hashim Amla    | Südafrika  | 2         | 2         | 91        | 91,00     | 69*       | 0         | 1         |
| Jos Buttler    | England    | 2         | 2         | 86        | 86,00     | 54        | 0         | 1         |
| AB de Villiers | Südafrika  | 2         | 2         | 78        | 39,00     | 71        | 0         | 1         |
| Eoin Morgan    | England    | 2         | 2         | 48        | 24,00     | 38        | 0         | 0         |
| Faf du Plessis | Südafrika  | 2         | 2         | 47        | 47,00     | 25        | 0         | 0         |
| Bowling        |            |           |           |           |           |           |           |           |
| Spieler        | Mannschaft | Spiele    | Overs     | Wickets   | Average   | BBI       | 5W        | 10W       |
| Imran Tahir    | Südafrika  | 2         | 8         | 5         | 9,20      | 4/21      | 0         | 0         |
| Kyle Abbott    | Südafrika  | 2         | 8         | 5         | 11,40     | 3/26      | 0         | 0         |
| Kagiso Rabada  | Südafrika  | 2         | 7.4       | 3         | 19,00     | 2/28      | 0         | 0         |
| Chris Jordan   | England    | 2         | 6.4       | 3         | 23,66     | 3/23      | 0         | 0         |
| Moeen Ali      | England    | 2         | 6         | 2         | 23,50     | 2/22      | 0         | 0         |
| Adil Rashid    | England    | 2         | 8         | 2         | 27,00     | 1/24      | 0         | 0         |
| Chris Morris   | Südafrika  | 2         | 8         | 2         | 32,50     | 2/33      | 0         | 0         |

## Player of the Series
Als Player of the Series wurden die folgenden Spieler ausgezeichnet.
| Serie | Player of the Series |
| ----- | -------------------- |
| Test  | Ben Stokes           |
| ODI   | Alex Hales           |
| T20   | Imran Tahir          |

### Player of the Match
Als Player of the Match wurden die folgenden Spieler ausgezeichnet.
| Spiel   | Player of the Match |
| ------- | ------------------- |
| 1. Test | Moeen Ali           |
| 2. Test | Ben Stokes          |
| 3. Test | Stuart Broad        |
| 4. Test | Kagiso Rabada       |
| 1. ODI  | Quinton de Kock     |
| 2. ODI  | Alex Hales          |
| 3. ODI  | Quinton de Kock     |
| 4. ODI  | Chris Morris        |
| 5. ODI  | AB de Villiers      |
| 1. T20  | Imran Tahir         |
| 2. T20  | AB de Villiers      |